# Australoheros ipatinguensis
Australoheros ipatinguensis är en fiskart som beskrevs av Ottoni och Costa 2008. Australoheros ipatinguensis ingår i släktet Australoheros och familjen Cichlidae. Inga underarter finns listade.